# Trentepohlia melanoleuca
Trentepohlia melanoleuca är en tvåvingeart som beskrevs av Alexander 1958. Trentepohlia melanoleuca ingår i släktet Trentepohlia och familjen småharkrankar.
Artens utbredningsområde är Guinea. Inga underarter finns listade i Catalogue of Life.